# Xapata
La xapata (en italià Ciabatta, AFI [tʃa'batta], literalment sabatilla) és una mena de pa d'origen italià, de forma allargada i aplanada amb vores irregulars (com una sabatilla de roba). Té una crosta cruixent, i una molla amb butllofes irregulars fruit de l'alta hidratació de la massa. Està fet amb farina de blat, oli d'oliva, sal, i llevat, a partir d'una massa força líquida. Aquestes característiques el fan idoni per a l'elaboració d'entrepans.